# 블랙 메사 (비디오 게임)
《블랙 메사》(Black Mesa)는 크로우바 콜렉티브가 개발, 공개한 《하프라이프》의 서드 파티 리메이크다.
8년에 거친 개발 기간에 《블랙 메사》는 여러 게임 출판물에서 다뤄져 밸브 코퍼레이션의 직접적인 관심을 받았다. 워낙 오래 개발된 터라 《블랙 메사》는 발매 연기와 차차 줄어드는 업데이트 상황으로 유명했다. 발매 연기로 인해 《블랙 메사》는 《와이어드》 선정 "올해의 베이퍼웨어"에서 2009년, 2010년에 상위권에 등재되기 이른다.
《블랙 메사》의 첫 편, 그러니까 〈Black Mesa Inbound〉에서 〈Lambda Core〉까지의 리메이크가 2012년 9월 14일 무료로 공개되었다. 한편 둘째 편 《블랙 메사: 젠》이 2019년 상반기 공개될 예정이다.
스팀 그린라이트 프로그램에서 투표를 연 결과, 밸브는 《블랙 메사》를 스팀에 유통하기로 결정하여, 2015년 5월 5일 스팀에서 얼리 액세스가 공개되었다.
이후 여러 차례 업데이트와 개발을 거듭한 결과 챕터 5개가 완성되면서 2019년 12월 24일 오픈 베타에 돌입했다. 이후 2020년 3월 6일 개발 16년만에 공식 출시되었다.

## 평가
| 평가 |                    |
| --- | ------------------ |
| 통합 점수 통합사 점수 메타크리틱 86/100 (9 reviews) [ 6 ] 평론 점수 평론사 점수 CVG 8.5 [ 7 ] 디스트럭토이드 8/10 [ 8 ] 유로게이머 9/10 [ 9 ] 게임즈TM 9/10 [ 10 ] |                    |
| 통합 점수 |                    |
| 통합사 | 점수               |
| 메타크리틱 | 86/100 (9 reviews) |
| 평론 점수 |                    |
| 평론사 | 점수               |
| CVG | 8.5                |
| 디스트럭토이드 | 8/10               |
| 유로게이머 | 9/10               |
| 게임즈TM | 9/10               |